# El Alamein Fountain
La El Alamein Fountain es una fuente y un monumento de guerra en la ciudad de Sídney, Nueva Gales del Sur, en Australia. Se encuentra ubicada en la zona de Kings Cross, en la entrada a los jardines de Fitzroy en la esquina de la calle Darlingurst y la Macleay. La fuente de El Alamein fue comisionada como un monumento a los soldados que murieron en 1942 durante la Segunda Guerra Mundial en dos batallas de El Alamein, en Egipto, y fue diseñado por el arquitecto de origen australiano Bob Woodward.